# Хвольсвёдлюр

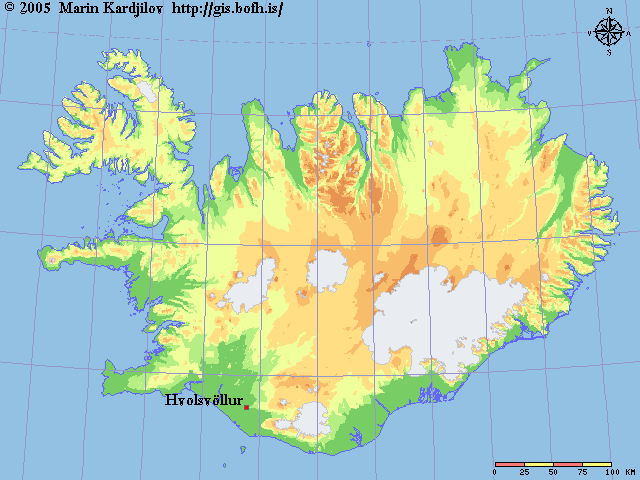
Хвольсвёдлюр на карте Исландии

Хво́льсвёдлюр (исл. Hvolsvöllur) — населенный пункт в Исландии.
Хвольсвёдлюр находится на юге Исландии, в 106 километрах восточнее столицы страны Рейкьявика, на исландской окружной дороге. Административно относится к общине Рангартинг-Эйстра. Население составляет 822 человека (на 2007 год), в пригородах проживают ещё около 700 человек. В городе построен аэропорт, откуда совершаются рейсы внутри страны.
Поселение на месте Хвольсвёдлюра было основано в 1930 году, вначале как торговая фактория.